# 宏観異常現象
宏観異常現象（こうかんいじょうげんしょう）とは、機器の測定ではなく人間の知覚に基づいて“地震の前兆”と報告される事象。主に動物の異常な行動、地鳴り、発光現象などが取り上げられ、そのほか特異な雲の出現、電気機器の故障、体の痛みなど多岐にわたる。
地震予知・地震予測の中では、観測されている地殻変動や地震活動の変化、地磁気や地下水の変化、地下由来の微量元素（ラドン等）の検出などの測定値に表現される物理的な事象と対比される。
宏観異常は、その多くが非専門家によって報告されていること、根拠や統計が不十分で地震との因果関係がはっきりしないものが多いことが特徴である。

## 宏観異常報告の歴史
「宏観異常現象」は中国語からきており（借用語）、"宏观"は巨視的(macroscopic)を意味する。1960年代後半から1970年代にかけて、中国で大きな地震が相次いで多くの前兆が報告されたときに現地で使われていたものが日本に移入されたと考えられる。意味が合致する訳語ではないが、英語では"macroscopic anomaly"や"earthquake weather"と呼ばれる事象が宏観異常現象の範疇になる。
近代地震学が地震のメカニズムを明らかにする前の時代、地震という突然起こる現象の前触れを捉えたり原因を論じたりする試みの中で、様々な事象が報告されてきた。地震学や地質学が発達すると、いくつかの事象は科学的な測定法が確立され、科学的合意による地震の理論との整合性を問い検証が行われる。
例えば、井戸や温泉の水位が変化、枯れたり突然噴出したりする事象は古くから記録されているが、地震学研究の進展とともに科学的な観測が試みられるようになり、地下水、地電流、地磁気、電波などは測定が行われるようになった。測定により定量化し降雨などの他要因を除外することで、前兆としての妥当性が検証できるようになる。
しかし、動物の行動などの事象は測定法がなく、定量化も難しく、報告のほとんどは人の感覚（主観）に基づく。岡田義光によれば、地震の前兆現象としては地殻変動など力学的変化そのものを"1次前兆"、それにより生じる地下水や電磁気の変化を"2次前兆"とすれば、さらにその結果生じる生物の異常行動などの宏観異常現象は"3次前兆"に位置付けることができる。
この類の事象のいくつかは、ことわざ、民間伝承、迷信の形で知られている。
宏観異常現象に関する最古級の記録としては古代ギリシャの都市ヘリケ(Helike)におけるものが挙げられる。紀元前373年に起こった地震はヘリケの滅亡の原因になったとされているが、地震の前にネズミやヘビなどが一斉に逃げ出したことが記録されている。日本の古地震においても、例えば日本書紀には679年筑紫地震の頃に鳥の異常な行動を記録したとも解釈できる記述がみられる。近代日本の例では、1854年安政東海地震や1855年安政江戸地震、1923年関東地震（関東大震災）、1944年東南海地震などで多くの事象の報告がある。なお報告が比較的多い1984年長野県西部地震は、先行して起こっていた群発地震や御嶽山噴火（1979年）の影響が排除できない。異常現象の科学的検証も試みられており、1930年代には寺田寅彦や武者金吉が発光現象や動物の異常行動の研究報告を行っている。戦後に継続して地震予知研究を行った力武常次は、科学的な分析と学際的研究の必要性を主張していた。
中国では社会主義体制の下で20世紀後半、市民から動物の行動などの宏観異常を含めた前兆報告を受け付ける仕組みがあり、各種観測値とともに予測の資料としていた。1975年の海城地震では直前予知に成功したと伝えられたが、実際は活発な前震によって大地震の発生が危惧されたことが対策強化につながり、当局による避難措置のタイミングが偶然重なったことで人的被害が軽減された。日本や欧米の専門家による検証、また後年の中国国内での検証でも、予測の根拠は曖昧で、ほかの地震にも適用できる法則はなかった。
椋平広吉は、椋平虹と称する特殊な虹が地震の前に出現すると主張し、1930年北伊豆地震の発生を前日に予告、その後もいくつか的中例が報じられた。しかし、予告にはトリックを用いていたことが指摘され、科学的根拠にも問題があった。
アメリカで1989年ロマ・プリータ地震の数日前に掲載された新聞インタビューが偶然地震発生を“予知”したJim Berklandは、メディアや著書などで、太陽や月の潮汐力の周期変化と、間欠泉の活動や猫の行方不明広告などの様々な事象を組み合わせたものを予測理論と示し、高い成功率を喧伝した。しかし検証により、成功率の算出法が適切ではなく、有意な変化はなく偶然のもので、予知したとは言えないことが報告されている。
1995年兵庫県南部地震（阪神・淡路大震災）では地元住民から大学などの研究機関に至るまで数多くの報告があり、これらの報告をまとめた研究や1500件以上の証言をまとめた書籍も出されている。その後弘原海清らは情報の即時性・公開性を重視して、一般住民から随時受け付けた“宏観異常”情報を集計して評価することを試みた。ひとつひとつの事象ごとでなく総合的に前兆か否かを評価することを意図したが、情報は曖昧で連続性がないという問題があり、評価は他の観測値などと組み合わせて行われた。特に大地震の直後や“予測情報”発信直後の関心が高まったときに報告数が急増するというバイアスも付きまとい、統計上のノイズあるいはデータの感度が著しく変化する。更に、発信する情報の評価は自己責任とした。
なお、信頼できるとして科学者の意見が一致するような地震の“前兆現象”は、100年以上の研究史をもつが、未だ見つかっていない。国際委員会による2011年の報告書でも、個々の地震を数年より短い期間で予測することは難しく、決定論的な地震予知は現状では困難だとした。報告書では併せて、地震につながる環境攪乱による物理的・化学的なセンサーで検知できない動物の行動変化には科学的根拠がないことも明記されている。

## 特徴と理論
動物や植物の異常などの宏観異常は、十分な科学的説明ができていない。根拠を主張する論文の数自体は少なくないが、検証を行うと不十分であったり疑わしいものが多く含まれる。一部の人々がこのような不十分な論拠をもとに「地震を予知できる」と語ることがあるため注意を要する。
宏観異常現象はその検証性、実用性などの面でいくつかの問題をはらんでいる。

### 検証性や実用性の問題
- 地震ではない要因の検討
  - 主観に頼る情報では、ノイズの入る余地が大きく、信頼性は低くなる[7]。
  - 自然現象には地震とは無関係の変化が数多く存在する。科学的検証を通じそれを除外するためには、判断の基準が一定していること、異常とされる期間だけでなく長期に亘り観測していること、第三者が客観的に検証できることが求められる。例えば、動物の行動や植物の反応はさまざまな要因があり、それらを除いて地震によるものと特定することが難しい。地震雲も気象学的成因を除外し検証することが難しい。更に数値化できるものでもノイズの除外が難しいと考えられる分野がある。例えば電磁波は、雷や太陽活動などの自然要因、自動車、携帯電話、工場といった人間活動など多岐に亘る発生源があり十分な吟味が必要[1][8][26][29][30][31][32]。

- 相関の正確さと心理
  - 地震は毎日どこかで、例えば日本では震度1以上の地震が年間約2,000回・震度4以上が年間約50回発生している。たとえ観測データの数値であっても、その変化が地震と偶然に重なって、予測が当たったように見える場合がある[26][29]。また同じような現象が発生しても、確定的に毎回地震と結び付けられるわけではなくむしろ前兆ではない、再現性のない場合が多い。思考実験の例を挙げるが、今日大地震が発生したとしてその前兆に思い当たる事象を報告してもらうと、平時でも地震に結びつくような事象は認められる[6][7][33]。
  - 地震発生の直後や報道などで関心が高まったとき、また個人の持つ地震への不安意識が高い場合には、普段は気に留めないような現象を地震に結び付けて異常と捉えることが多くなる。このような時期には、見つかった"異常"がセンセーショナルに報道される例がしばしばある[6]。
  - 心理的に、変わった事象を見かけ、その後たまたま大地震が起こると地震と事象を結びつけてしまう。しかし、地震が起きなかった場合には事象のことを忘れてしまう。この傾向は認知バイアスの中でも確証バイアスに位置付けられ、錯誤相関を生みやすい[26][30][33]。（cf.フラッシュバルブ記憶）
  - 統計的に有意であることが理論の成功評価となる。偶然の成功や成功例だけを集めるチェリー・ピッキングとならないように、成功率だけでなく失敗率を示す必要がある[34]（cf.地震予知#評価方法）

- 判定基準や実用性の問題
  - 有効な地震予測は日時・場所・規模の3要素を示す必要があり、3要素は被害を軽減する対策を取るにあたって適切な範囲に絞らなければならない[5][35]。ウェブサイトや雑誌などには、3要素が欠けたり有用ではなかったりする“予知”情報が散見される[29]。
  - 様々な事象・報告例が「宏観異常現象」にまとめられるため、一括りに扱う場合は困難が生じる。多くの情報は定性的で定量化が難しく、その類型化（分類）さえ困難なものもある。そのため、研究では事象の多さ・少なさを確率の大小として表現する手法が用いられている[7]。
  - 行政などの機関が地震予知・予測にまつわる情報を扱う際には、責任を伴うことから情報に根拠を求める傾向がある。一方で責任を伴わない立場からは根拠のない情報が発信されがちとなる[29]。

定説とはなっていないが、挙げられることがあるのが、微小な前震による地鳴り、アコースティック・エミッション(AE)、地電流の変化、地下水の水位・温度・成分などの変化、地下からのラドンガスなどの物質の放出、帯電粒子の放出、電磁波、空中電場の変化、海底や湖底などの状態の変化などを根拠とする仮説である。
なお、力武は各種の報告を統計的にまとめ、異常の出現範囲（震源域からの距離）は地震の規模に比例して広くなる傾向があること、異常の発現から地震までの期間はばらばらであるものの、最も早い部類の報告だけを見ると地震の規模が大きいほど早くなる傾向があることを報告している。また弘原海らが収集した報告には、大地震や“予測情報”などの発信で社会の関心が高まってから約1週間程度は特に件数が増加する傾向が認められている。
例えば地震と異常とを関連付けるメカニズムが十分に説明できなくとも、十分なデータにより検証されたいわゆる経験則が確立されれば、予測理論は成立する。しかし、その実証に必要な大地震の発生頻度が低いという難点がある。ただし、特に予知を肯定し、“新しい理論は閉鎖的な学界にはなかなか受け入れられず、こうした人たちによって自分達の理論が否定されてきた”と主張する文脈の中で経験則が根拠とされる場合があり、併せて主張される“成功率”もしばしば統計的に不十分で反証の余地があることに注意すべきである。例えば地電流観測を用いた理論であるVAN法でも、高いと主張される成功率には異論がある。
古今東西で報告されている事実などから地震との関連性を完全には否定できないとする立場に立ち、研究を行う試みもあるものの、信憑性の低さや科学的根拠の不足などから低調である。更に、宏観異常現象は科学に必要な十分な実証を行っていない疑似科学として扱われ、オカルトの範疇になる場合もある。見方を変えると、科学的に不十分な手法をとるアマチュア研究家が目立っている状況である。背景には、頻繁に地震が起こっている日本において時期や範囲を過大にしたり曖昧にしたりすると容易に「当たった」という成功体験ができてしまい、自らの理論の確信を深めてしまうことも挙げられる。

### 社会の受容
1995年兵庫県南部地震（阪神・淡路大震災）や2011年東北地方太平洋沖地震（東日本大震災）の後に大学研究室が行ったアンケート調査では、ある程度の割合で地震の前に何かしらの異常・事象を経験したとの回答が得られている。その中身は気象・天体の異常、動物の異常行動、体調の変化、予感・予言、電波・電気器具の異常など。
地震予知への社会的な関心が高いことを背景に、各種の宏観異常と地震を結びつけるステレオタイプのイメージが浸透し、誤った地震“予知”情報が拡散されて社会不安を生む側面がある。
研究者自身が異常を観測したことを公開・報告することもあるが、客観的な評価を得たものもそうでないものもある。発表者の意図とは異なる形で伝えられ、流言となって拡散される例もある。
宏観異常現象の情報に接したり自身でそのような事象を見つけたりした場合、一般的には地震との関係は明確ではないことを踏まえて、妥当な論説なのか、信頼に値するのかに留意しながら対応していくことが望ましい。

## 報告される主な事象
注：この節では、主観的で科学的説明のし難い事象から仮説の付された事象まで、また科学の水準や自然観の異なる古い時代から現代までの事象を、ひとまとめに掲載している。取扱いには留意のこと。
- 動物や植物の行動の変化、異常[1][2][3][5] - 学問:動物行動学など
  - ネコやイヌ、ハムスター、インコ、カメなどの伴侶動物（ペット）、動物園や水族館の飼育動物が異様に鳴く、吠える、暴れる、震える、神経質になるなどの行動が報告される[33][21]。またハト、カラスやキジなどの野鳥、ヘビやカエルなどの爬虫類、ミミズ、ムカデやゴキブリなどの昆虫、川・海の魚・水生生物において、大群が現れた、姿を消した、普段現れない季節に現れた、列をなしたり特定の方向へ移動した、鳴いた、跳ねた、屋根や木に登ったなどが報告される[33][21][44]。
  - 植物では、季節外れに花が咲いた、実がならなかった、枯れたなどが報告される[21]。
  - 地震発生前数十秒程度の直前の事象は、単に地震波のS波とP波の速度差に起因するもの、つまり揺れが大きいS波よりも早く到達するP波に動物は気づくが人間が気づかない例として、また前震を伴う場合はその揺れによるものとして、それぞれ説明できる[11]。
  - 実験室環境で微弱な電流変化や磁界の変化に動物が反応することは確認されており、水生生物の反応性が比較的高いことなども報告されている。反応や行動の定量化は難しいとされるが、センサを用いたりパターン化したりすることが試みられている。地震を挟む期間の観察で、様々な要因を持つ動物の行動に地震に特有の変化はなかったとする報告は複数ある。一方、地震と関連して一定の有意な変化があったとする報告もある。2018年に行われた横断的レビューでは130以上の生物種の700件以上の事象に関する論文があったものの、実験的研究は少なく、検証に必要な条件を欠いていたり不十分だったりしていた[11][45][46][47][48][49]。
  - 例えば乳用牛の乳量や鶏の産卵率などの長期的かつ定量化されたデータであっても、動物の行動は地震以外の要因を大きく受け誤報を生じうるため、精度は低くならざるを得ず、決定論的な地震予知の根拠とすることは難しいと考えられる。ただし、複数のデータの併用は精度を高めるとも考えられる[45][50]。なお、地震に先行した電界や磁界の変化は仮説にとどまる。また、嵐の直前にも地震と類似の行動パターンを示す例が多いという報告がある[3][45]。
- 地鳴り[2][3] - 音響学など
  - 古いものでは474年中国の記録に遡り、世界各地に例がある。1950年代に旧ソ連のガルム地方で初めて計器観測が行われた。1960年代後半の松代群発地震や1980年伊豆半島東方沖地震では観測が行われたが検出されなかった。1872年浜田地震や1854年伊賀上野地震では前震に伴う複数回の地鳴りが記録されている。1923年関東地震では軍人が大砲の砲撃音のようなものを聞いたという。1933年昭和三陸地震では地震前に地鳴りや風声のような音を聞いたという住民の証言があったが、地震発生後大きな揺れが到達する前に音を聞いたものと分析されている。なお、体感では初期微動を前兆的な鳴動と勘違いする可能性があり、また不明な点も多い[51][52][53][54]。
- 発光現象（地震光）、火の玉[2][3][4][55]
  - 地震の前や最中に起きる発光現象の記録は世界各地にあるが、古い記録は宗教的解釈が多く信憑性に欠ける。平安時代前期の史書『日本三代実録』では869年に発生した貞観地震の記述に「流光如晝隱映」（流れる光が昼のように夜を照らし）との一説があり、これが発光現象に言及した最古の記録とされる。
  - 1751年高田地震では夕暮れに沖に出た漁師が火事と間違うような光を見て村に帰ったが何もなく、数時間後に地震が起きたという証言がある。1930年北伊豆地震では地震とほぼ同時刻に、科学者を含む目撃例がある。松代群発地震ではカメラに捉えられ、現代では写真や動画に記録されるケースも出てきた[54][56]。光の原因はプラズマ放電現象[57]との説、地殻変動により地中で発生した電気の放電との説[58]があり、天然ガスが噴き出して燃え火の玉と認識される可能性もある[54]。
  - 1896年明治三陸地震や1933年昭和三陸地震では（地震後）津波の来襲前に海面の発光があった記録が残る[54]。海底で地震が起きるとメタンハイドレートが浮上し、海面上で青白く発光するとの説がある[59]。
- 地下水・海 - 水文学など
  - 前震を伴った1810年羽後地震では八郎潟の湖水が石油とも推定される赤黒い濁りを生じ魚が死んだ記録がある[54]。また、1894年の庄内地震では3週間前から河水が減少して井戸が枯れ、潮が引きなどの現象が記録されている[60]。このほかにも、“井戸が枯れた、水量が増えた、濁った”“温泉が濁った”“海が濁った”[21][54][61] “井戸から音が聞こえた”などが報告される。
- 異臭 - “ガスのような臭い”“腐ったような臭い”などが報告される[21]。天然ガスの噴出が関係する可能性もある[54]。
- 特異な気象現象、天体の見え方の変化 - 気象学・天文学など
  - “空の色が不気味”[21]“月が赤く変わった色をしている”[62]、特殊な雲や霧の発生、気温の異常[3][4]などが報告される。“日照りや長雨のあとに地震”[62]“地震は風のないどんよりとした日によく起こる”[62]などの口承もあるが、例えば“静かで蒸し暑いときに地震”は過去の大地震の時偶然そうであったため成立したと考えられる[63]。
  - 地震雲[1][3][4] - “長い直線の雲”“明瞭な太い雲”“竜巻のような雲”“くっきりと分かれた空と雲の境界”“赤みを帯びた雲”などが報告される[21]。
- 電気・電子機器の異常や故障[1] - 電気工学など
  - テレビ・ラジオの雑音やノイズ、時計やカーナビの異常、家電のリモコンやインターホンの不具合、家電の異音などが報告される[21]。
- 体性感覚の異常
  - 頭痛や体の各部の痛み（体性痛）、不眠、悪夢、めまい、動悸、熱感、鼻血、耳鳴りなどの生理学的な症状、また乳幼児が泣き続けるといった異変、異様な気配、不安、恐怖や脱力感などの心理学的な症状が報告される[21][28][5][64]。Berklandはこの種の事象を著書などで"Earthquake sensitivity""earthquake sensitive"と呼んだ。動物の場合と同様、地震に先行した電界や磁界の変化をメカニズムと仮定するが、科学的に十分な根拠ではなく、また地震以外の多くの要因でも生じる（症状の後に地震が起こらない場合の方が多い）[65][66]。
  - 夢、予感、予言や超能力の類が報告される例もある[6]。

## 海棲生物の例に見る地震との「結び付け」
海洋に生息するイワシやウナギなど特定の魚、あるいはイカやアワビなどが大漁になった、クジラが湾に迷い込んだり浜に打ち上げられた（座礁鯨類、ストランディング）、リュウグウノツカイなどの珍しい深海魚が獲れた・漂着したなどの事象も地震の「前兆」として報告されることがある。中には、過去の大地震の時偶然そうであったため成立した“大漁の翌年に大津波がくる”というような口伝もある。
この種の事象は、災害や疫病などの凶兆あるいは戦争終結など事態好転の吉兆と考えられた近世の予言獣、例えば件（くだん）、アマビエ（アマビコ）などに似たイメージが形成されている。イメージは時代とともに変化することがあり、日本におけるリュウグウノツカイの例では、かつて台風・地震・豊漁の兆しなど混交していたイメージが、1990年代以降の新聞・雑誌では主に地震の兆しのイメージに変化しており、この時期社会的に地震への不安が高まった影響も指摘されている。
またある調査では、文献や新聞記事等に見出せる1928年から2011年3月までの日本での深海魚の出現事例は336件あったが、その30日後までに出現場所から半径100kmの範囲で（100kmより浅い）M6以上の地震が発生した事例は1件に過ぎず、少なくともこの種の情報は被害軽減に有用とは言えないだろうとされている。

## ナマズ

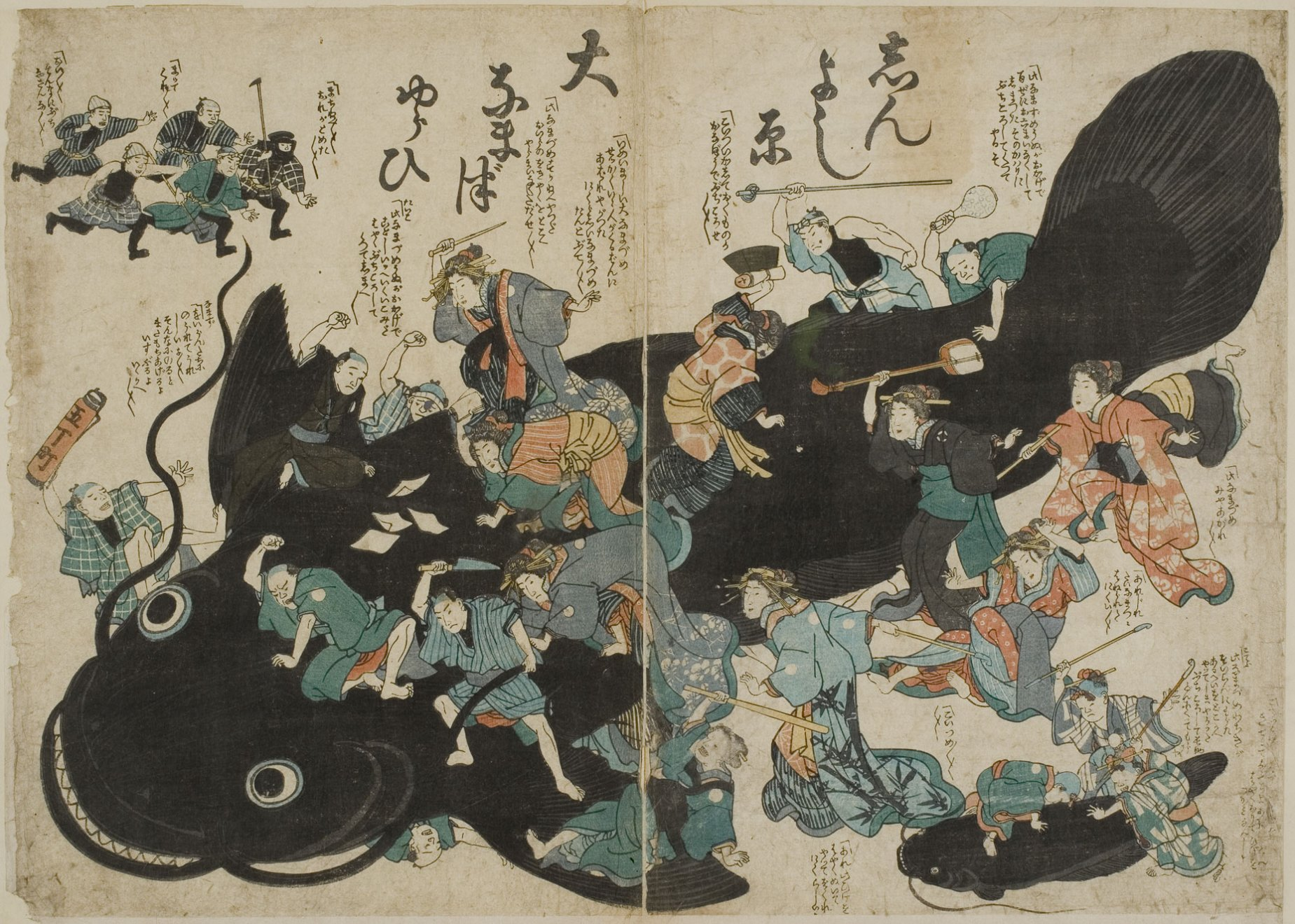
地下に棲み、身体を揺することで地震を起こすと言われてきた大鯰

日本には地震とナマズを関連付ける伝承があり、“ナマズが動く/騒ぐ/ひげを動かすと地震が起こる”という口伝も残る。1855年安政の大地震の後には鯰絵が流行した。
東京都水産試験場は1976年から1992年にわたって「ナマズの観察により地震予知をする」研究をしていた。地中からの何らかの信号を感じて行動が変化するとの仮定のもと、水槽で飼育するナマズの観察が行われた。東海大学地震予知研究センターは千葉大学海洋バイオシステム研究センターとの共同研究、後に前者のみの単独研究として、後者の小湊水族館内にてナマズの行動研究を行っている。
また1994年、「地震はナマズが尾を振ることで起こるという説の検証」という7年間にわたる研究に対して、日本の気象庁にイグノーベル物理学賞が贈られた。しかしながら、
日本の公的機関が「ナマズの尾で地震が発生する」との仮説のもとで研究を行った記録は存在しない。授賞理由とされた報道が誤りであったことが後に判明したとして、イグノーベル賞の公式Webサイトの歴代受賞者リストからは削除されている。

## 行政の取り組み
静岡県地震防災センターは、過去に東海地震の予知に資する補助的情報のひとつとして宏観異常現象の報告を県民から受け付けホームページで件数を公開する事業を行った。南海トラフ地震の被害リスクを抱える高知県は、防災意識を高めることを目的として2013年に宏観異常現象の収集を始めている。また、関西の大学と経済界でつくる関西サイエンスフォーラムは「地震宏観情報センター」の設置を提言している。